# 1067

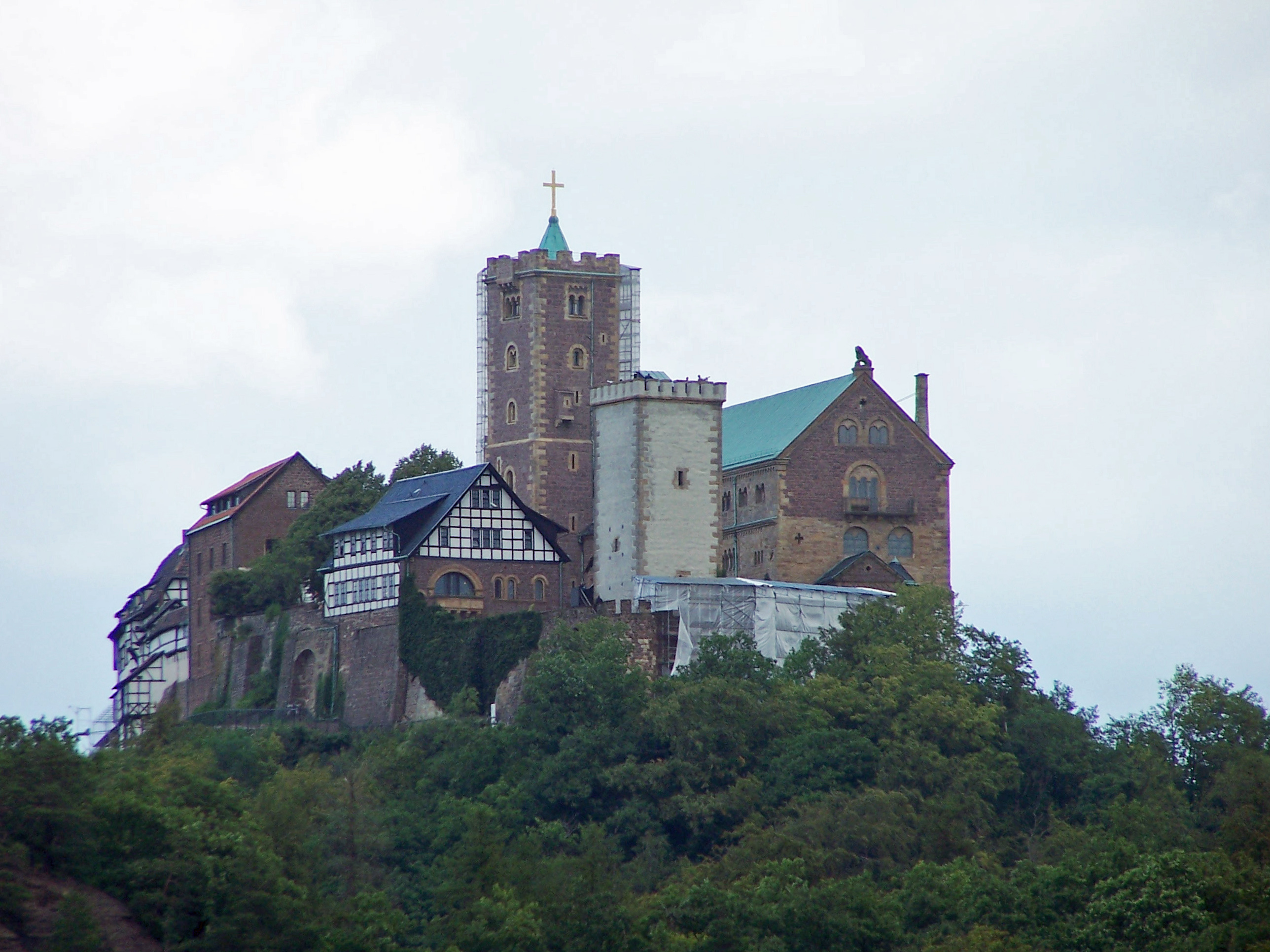
Wartburg

Het jaar 1067 is het 67e jaar in de 11e eeuw volgens de christelijke jaartelling.

## Gebeurtenissen
- Slag bij Caesarea - De Seltsjoeken veroveren tijdelijk Caesarea op de Byzantijnen.
- In Bagdad wordt de eerste nizamiyyah (school voor hoger onderwijs) gesticht.
- Olav Kyrre, de broer van koning Magnus II, keert terug uit Engeland. De beide broers delen de macht, waarbij Magnus Noord- en Olav (als Olaf II) Zuid-Noorwegen beheerst.
- De Wartburg bij Eisenach wordt gesticht (traditionele datum)
- De stad Exeter in Devon komt in opstand tegen Willem de Veroveraar, maar moet zich na achttien dagen overgeven.
- Voor het eerst genoemd: Brixton, Minsk, Pforzheim

## Opvolging
- Évreux - Richard opgevolgd door zijn zoon Willem II
- katapanaat van Italië - Mabrica als opvolger van Sirianus
- Meißen - Otto I van Weimar opgevolgd door Egbert I van Brunswijk
- Saint-Pol - Rogier opgevolgd door zijn zoon Hugo I
- Vlaanderen - Boudewijn V opgevolgd door zijn zoon Boudewijn VI, graaf van Henegouwen
- Weimar - Otto I opgevolgd door zijn neef Ulrich I, markgraaf van Istrië
- Zweden - Erik VII en Erik VIII (elkaar bestrijdend) opgevolgd door Halsten (vermoedelijke datum)

## Geboren
- Ari Þorgilsson, IJslandds geschiedschrijver (jaartal bij benadering)

## Overleden
- 23 mei - Constantijn X Doukas (~60), keizer van Byzantium (1059-1067)
- 1 september - Boudewijn V (~54), graaf van Vlaanderen (1035-1067)
- 13 december - Richard, graaf van Évreux (1037-1067)
- Erik VII en Erik VIII, elkaar bestrijdende claimers van het koningschap van Zweden (1066-1067)
- Maurilius, aartsbisschop van Rouen (1055-1067)
- Otto I, graaf van Orlemünde (1034-1067) en Weimar, markgraaf van Meißen (1062-1067)
- Rogier, graaf van Saint-Pol
- Sancha van León (~54), echtgenote van Ferdinand I van Castilië
- Willem, bisschop van Roskilde